# Łoniów
Łoniów is een dorp in het Poolse woiwodschap Święty Krzyż, in het district Sandomierski. De plaats maakt deel uit van de gemeente Łoniów en telt 450 inwoners.